# Wilhelm August Graah
Wilhelm August Graah, född 24 oktober 1793 i Köpenhamn, död 16 september 1863, var en dansk sjöofficer och upptäcktsresande.
Som officer uppnådde Graah 1840 kaptens grad, men ställdes året därpå utanför stat. Redan 1821 påbörjade han sin verksamhet som hydrograf med en uppmätningsresa till Island, för vilket arbete han fick mycket beröm av amiral Poul Løvenørn och hans resultat var delvis i bruk in på 1900-talet. År 1823 utsändes han av räntekammaren till Grönland, där han framställde en utmärkt karta över västkusten från 68 till 73° nordlig bredd.
Mest känd är dock Graahs tredje resa 1828-31, då han studerade Grönlands östkust från Kap Farvel och dessutom försökte finna spår av den i de gamla sagorna omtalade Österbygden. Han tillbringade, under stora umbäranden på grund knapp proviant och sjukdom, tre vintrar vid Nanortalik, Nukarbik och Julianehåb. Han hemförde dock ett utmärkt material, som senare resulterade i en kustkarta från Kap Farvel till 65½° nordlig bredd samt resebeskrivningen Undersøgelser til Østkysten af Grønland 1828-31. Av Österbygden fann han däremot intet spår. 
Åren 1832-50 tillhörde han direktionen för det grönländska handelskompaniet och 1837-38 var han chef för en örlogsbrigad i Västindien, där han framställde utmärkta sjökort över dessa farvatten. År 1818 utgav han ett utkast till Danmarks sjökrigshistoria.

## Utmärkelser
- Riddare av Dannebrogorden,  1831[3]

[Redigera Wikidata]